# Pseudophryne bibronii
Pseudophryne bibronii är en groddjursart som beskrevs av Günther 1859. Pseudophryne bibronii ingår i släktet Pseudophryne och familjen Myobatrachidae. IUCN kategoriserar arten globalt som nära hotad. Inga underarter finns listade i Catalogue of Life.